# POM-2
Die POM-2 (russisch ПОМ-2 kurz für противопехотная осколочная мина, Antipersonen-Splittermine) ist eine fernverlegbare Antipersonenmine aus russischer Produktion.

## Beschreibung
Die POM-2 wurde Ende der 1980er Jahre bei den sowjetischen Streitkräften eingeführt und ersetzte dort die POM-1-Mine. Die POM-2 hat einen zylinderförmigen Minenkörper aus Metall. Seitlich am Minenkörper sind sechs ausklappbare Metallfächer angebracht. Die Mine kann grün, olivgrün oder braun ausgeführt sein und wird durch Sensorendrähte oder durch Selbstzerstörung ausgelöst. Die Mine verfügt über einen Aufhebeschutz. Das Nachfolgemodell ist die Springmine POM-3 „Medallion“.

## Varianten
- POM-2: 1. Serienversion zur Fernverminung.
- POM-2S: Mit zusätzlichem Zeitzünder. Selbstzerstörung nach 4–100 Stunden.
- POM-2S1: Mit zusätzlichem Zeitzünder. Selbstzerstörung nach 20–25 Stunden.
- POM-2P: Version zum manuellen Verlegen von Hand. Schärft sich nach 120 Sekunden. Selbstzerstörung nach 4–100 Stunden.
- POM-2P1: Zum manuellen Verlegen von Hand. Schärft sich nach 50 Sekunden. Selbstzerstörung nach 4–100 Stunden.
- POM-2RBS: Zum manuellen Verlegen von Hand. Schärft sich nach 120 Sekunden. Ohne Selbstzerstörungsmechanismus.
- POM-2R1BS: Zum manuellen Verlegen von Hand. Schärft sich nach 50 Sekunden. Ohne Selbstzerstörungsmechanismus.
- POM-2-SIP-2R: Zum manuellen Verlegen von Hand. Ohne Sensorendrähte. Auslösung mit VP-13A/P-Erschütterungszünder oder MVE-72A/P-Stolperdraht.
- POM-2-SIP-2P: Wie POM-2-SIP-2R, aber mit Selbstzerstörung nach 4–100 Stunden.
- UI-POM-2S: Übungsversion der POM-2S mit einem pyrotechnischen Rauch- und Leuchtsatz
- MI-POM-2R: Inerte Ausführung der POM-2P.
- MI-POM-2RD: Übungsversion der POM-2P mit einem pyrotechnischen Rauch- und Leuchtsatz.
- MI-POM-2RBP: Übungsmine zum manuellen Auslösen.
- IA-SIP-2P: Inerte Ausführung der POM-2-SIP-2P.
- SAPM: Chinesischer Nachbau der POM-2.

## Einsatz und Funktion

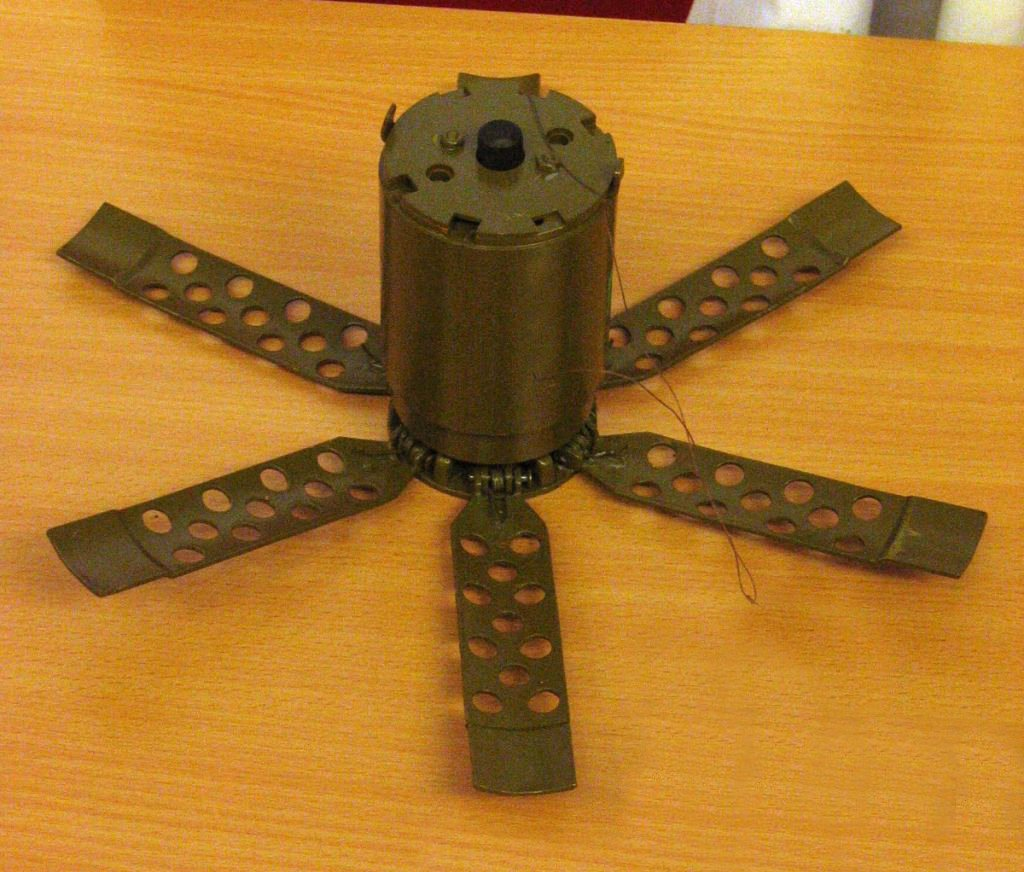
POM-2S

Jeweils vier Minen sind in einer 48 cm langen KPOM-2 Kassette untergebracht. Diese Kassetten verfügen über eine Ausstoßladung für die Minen und werden durch Fahrzeuge, Hubschrauber oder Raketenartillerie fernverlegt. Nach dem Ausstoß aus der Kassette wird die Mine durch vier auf der Oberseite der Mine angebrachte Stoffbänder stabilisiert und abgebremst. Ebenso beginnt mit dem Ausstoß die pyrotechnische Schärfungssequenz. Hat die Mine den Boden erreicht, spreizen sich 54 Sekunden nach dem Ausstoß die sechs Metallfächer und die Mine richtet sich vertikal auf. Weitere 3,5 Sekunden später wird der obere Teil mit den Stoffbändern abgesprengt. Danach werden die vier 9,5 m langen Stolperdrähte ausgestoßen und die Mine ist scharf. Sobald auf einen der Stolperdrähte ein Zug von 300 bis 450 g ausgeübt wird, detoniert die Mine sofort. Der Splitterwirkungskreis beträgt 6–8 m. Verletzungen können bis in eine Entfernung von 20 m auftreten. Zusätzlich verfügt die Mine über einen Aufhebeschutz: Wird die Mine angehoben oder der Lagewinkel um 3–7 ° verändert, so detoniert sie sofort. Die Ausführung POM-2S verfügt über ein Neutralisationssystem. Wird die Mine nicht durch die Sensorendrähte ausgelöst, so detoniert sie nach einer bestimmten Zeit mittels eines hydromechanischen Zeitzünders. In der POM-2 sind keine elektronischen Teile verbaut, was die Mine wartungsfrei macht.
Wird die Mine von Hand verlegt, kann anstelle der Sensorendrähte der seismische VP-13A/P-Erschütterungszünder verwendet werden. Dieser reagiert auf Schrittgeräusche bis ca. 15 m um den Sensor und steuert dann bis zu fünf Minen gleichzeitig. Dabei müssen sich die Minen nicht in der Nähe des Auslösers befinden, sondern können bis 25 m entfernt sein. Das System ist batteriebetrieben und zerstört sich bei der Auslösung selbst durch eine kleine, außen angebrachte Sprengladung.

## Einsatzsysteme
- PKM: mit einer KPOM-2 Kassette mit vier Minen. PKM hat eine Wurfweite von 30 bis 35 Metern und kann von einem einzelnen Soldaten eingesetzt werden.
- UMZ: Streubehälter mit 720 Minen für den Einsatz ab Fahrzeug.
- WSM-1: Streubehälter mit 464 Minen für den Einsatz ab Hubschraubern.
- 9M22K1 Rakete mit 5 Minen für den Einsatz mit dem 9K51 Grad.
- 9M55K3 Rakete mit 64 Minen für den Einsatz mit dem 9K58 Smertsch.

## Einsatzgebiete
Afghanistan, Armenien, Dagestan, Georgien, Ossetien, Syrien, Ukraine und Tschetschenien